# Лизине
Ли́зине — село в Україні, у Білокуракинській селищній громаді Сватівського району Луганської області.
Площа села 671,5 га.

## Історія
На початку XVIII століття, після азовських походів Петра I ці землі були віддані князю Борису Куракіну. Інтенсивний процес заселення земель відбувався в період 1734—1760 років. Олександр Борисович Куракін розводив на цих землях овець та велику рогату худобу, давав притулок кріпакам-утікачам з України та Росії, козакам з Київської, Полтавської та Чернігівської губернії заради заселення спустошених придушенням повстання Булавіна земель. Одним таким козаком, що заснував хутір на березі річки Козинка, був Лизенко.. Офіційною датою заснування села вважається 1765 рік. Одна з легенд фольклорної топонімії стверджує, що князь Куракін влаштовував гучні гульбища на які з ближніх сіл привозили вродливих дівчат-танцівниць. Деяким із них Олександр дарував хутори: Лізі — Лізин хутір, Тетяні — Танюшівку. Після численних протестів бідуючих селян Куракін був змушений 1804 року продати власні маєтки в двох десятках хуторів, у тому числі й Лизиному. 1804 року на хуторі по лівому березі річки Козинка налічувалось 40 дворів, а на хуторі Кризькому, по правому берегу — 8 дворів.
Рада селянських депутатів створена в грудні 1917 року. У 1930 році, під час примусової колективізації, створено колгосп імені «Карла Маркса». Партійний (ВКП(б)) і комсомольський осередки створені в 1935 році.
Під час Голодомору 1932—1933 років за архівними даними в селі загинуло 118 осіб. Під час Голодомору селяни вимирали цілими родинами.
У роки Другої світової війни на фронтах воювало 108 жителів села. За мужність і героїзм 98 жителів села нагороджені орденами і медалями Радянського Союзу. 87 осіб не повернулися з полів битв. З липня 1942 року по 19 січня 1943 року село було окуповано німецькими військами. На місці запеклих боїв лизяни досі знаходять снаряди.

## Населення
Населення становить 521 осіб, 190 дворів.
1885 року в колишньому державному селі Білокуракинської волості Старобільського повіту мешкало 1032 особи, було 147 дворових господарства. У 1914 році в селі проживало 1648 осіб. На середину XX століття у селі мешкало 625 осіб, налічувалось 193 двори.

## Вулиці
У селі існують вулиці: Гагаріна, Пушкіна, Радянська, Шевченка.

## Економіка
За радянських часів тут розташовувалась центральна садиба колгоспу «Прогрес», створеного в 1965 році. За ним було закріплено 4643 га сільськогосподарських угідь, з них 2781 га орної землі. Основним напрямком господарства було виробництво м'ясо-молочної продукції.
На розпайованих землях до збанкрутування господарювало СТОВ Прогрес, близько 70 працюючих. Вирощування зернових, технічних культур, виробництво молока та м'яса.

## Транспорт
Розташоване за 10 км від районного центру і за 13 км від залізничної станції Білокуракине на лінії Валуйки — Кіндрашівська-Нова.

## Культура
У селі в 1991 році збудована двоповерхова восьмирічна школа на 200 учнів, у якій навчається 37 учнів. Працює сільський клуб із залом на 250 місць, бібліотека, фельдшерсько-акушерський пункт, дитячий комбінат, їдальня, побутова майстерня, магазин, відділення зв'язку. За роки дев'ятої п'ятирічки (1971–1975) в селі було зведено близько 50 житлових будинків.
Станом на 2013 рік в Лизинській неповній загальноосвітній школі навчається учнів в 7 класах, кількість персоналу становить 11 чоловік, директор Молчанова Неля Василівна.
У селі діє дитячий навчальний заклад «Барвінок».

## Пам'ятники
У центрі села споруджено пам'ятник з меморіальною дошкою, на якій вказані прізвища загиблих у війні — «Над загиблим другом», автор видатний радянський скульптор-монументаліст Є. В. Вучетич. Споруджений також пам'ятник на могилі воїнів, полеглих в боях за визволення села від німецьких загарбників — «Скорботна мати».

## Церква
У селі на найвищому пагорбі, у самому центрі, була дерев'яна церква Воскресіння Христового, збудована на кошти прихожан. При церкві була дзвіниця, діяла школа. До сьогодні не збереглась. Нижче церкви жив священик із своєю родиною. Зараз на тому місці знаходиться поштове відділення. Із початком колективізації у 1923—1924 роках церкву розібрали на будівельний матеріал. У 1964 році на тому місці побудували Будинок культури. Станом на 2016 рік настоятелем храму служить ієрей Володимир Білієнко.

## Відомі особистості
За сумлінну працю 59 чоловік нагороджені орденами і медалями СРСР. Вчителька восьмирічної школи А. Р. Вірченко — орденом Леніна.
У селі в дитинстві проживав майбутній український політик Олег Ляшко.

## Цікаві місця
На землях Лизинської сільської ради, на місці покинутого села Самсонівка, навколо Самсонівського ставу в 1995 році утворено ландшафтний заказник Самсонівська заводь.